# Concerto pour violon no 2 de Paganini
Pour les articles homonymes, voir Campanella et Concerto pour violon no 2.
Le Concerto pour violon no 2 en si mineur op. 7 (MS 48), est une œuvre du violoniste-compositeur italien Niccolò Paganini, pour violon et orchestre symphonique, en 3 mouvements, composée en 1826 en Italie. Le 3e mouvement La Campanella est un des plus célèbres de son oeuvre avec son Caprice n°24 de 1817,.

## Histoire
Dans ce second concerto, Paganini (un des violonistes virtuoses les plus célèbres de son temps) ne met pas en avant la virtuosité de l'interprète mais plutôt une certaine individualité mélodique. Le troisième mouvement de ce concerto doit son surnom « La Campanella » (ou « La Clochette ») à la petite cloche que Paganini fait intervenir à chaque retour du thème du rondo. Le caractère de la cloche est également imité par l'orchestre et, dans certains passages par le soliste. Le résultat ajoute un certain charme de musique tzigane au thème du rondo. Ce mouvement fait preuve d'une maîtrise de composition que Paganini s'est très souvent reproché de ne pas posséder. 
Niccolò Paganini joue son oeuvre en tant que violoniste soliste pour la première fois en 1827, avec un important succès, à La Scala de Milan,,.

## Structure
Le concerto est en trois mouvements :
1. Allegro maestoso
2. Adagio
3. Rondo à la clochette

En plus du violon solo, l'œuvre est composée pour 2 flûtes, 2 hautbois, 2 clarinettes en C, 2 bassons, 2 cors harmoniques en D, 2 trompettes en E, 3 trombones, 1 serpent (maintenant généralement joué sur tuba), timbales, grosse caisse, cloche en F# et cordes.

## Reprises, adaptations et variations
Le 3e mouvement Rondo à la clochette La Campanella est célèbre, et repris et adapté par de nombreux compositeurs, dont :
- 1840 : Valse à la Paganini op.11, de Johann Strauss (père),
- 1851 : Étude S.140 No.3 « La Campanella », de Franz Liszt,
- 1934 : La Campanella, de Franz von Vecsey.

## Dans la culture populaire

### Cinéma
- 2013 : Paganini, le violoniste du diable, de Bernard Rose, avec David Garrett dans le rôle de Niccolò Paganini[9].

### Pop
En septembre 2022, le groupe féminin de pop sud-coréen Blackpink utilise le thème principal de La Campanella jouée au violon seul comme sample de la chanson Shut Down. À l'occasion du Gala des Pièces jaunes en janvier 2023 à Paris, elles l'interprètent en duo avec le violoniste suédois Daniel Lozakovich qui joue l'intégralité de la pièce originale puis le sample en son direct.